# Nicolae Rădescu
Nicolae Rădescu (Călimănești, 30 maart 1874 - New York, 16 mei 1953) was een Roemeens generaal en politicus.
Nicolae Rădescu was vóór de Tweede Wereldoorlog leider van de extreemrechtse Cruciada Românismului ("Kruisvaarders van het Roemenisme"), een afsplitsing van de IJzeren Garde, opgericht door Mihai Stelescu.

## Chef van de Generale Staf
In 1942, ten tijde van de dictatuur van maarschalk Ion Antonescu, schreef Rădescu een brief waarin hij de bemoeienissen van de Duitse ambassadeur in Boekarest, Manfred Freiherr von Killinger, op het binnenlandse beleid van Roemenië bekritiseerde. Hierom werd Rădescu gevangengezet in het kamp van Târgu Jiu in zuidwesten van het land. Direct na de staatsgreep van 23 augustus 1944 die maarschalk Antonescu ten val bracht, werd Rădescu onmiddellijk vrijgelaten en tot chef van de generale staf benoemd. Kort hierna werd er een wapenstilstand met de Sovjet-Unie gesloten en verklaarde Roemenië de oorlog aan haar vroegere bondgenoot Duitsland.

## Premier
Nicolae Rădescu werd op 7 december 1944 premier en volgde hiermee generaal Constantin Sănătescu op. Sănătescu moest onder druk van de Sovjet-Unie worden vervangen vanwege zijn contacten met de Verenigde Staten. Rădescu vormde een kabinet waarin de meeste ministersposten in handen vielen van het Nationaal-Democratisch Front (FND). Het FND werd beheerst door de Roemeense Communistische Partij (PCR) en pro-communistische partijen en personen. De procommunistische Petru Groza van het Ploegersfront (FP) werd vicepremier en de communistische leider Lucrețiu Pătrășcanu werd minister van Justitie. De traditionele partijen vertegenwoordigende, anticommunistische politici Iuliu Maniu (PNȚ) en Dinu Brătianu (PNL), werden buiten de regering gehouden en vervangen door pro-communistische partijgenoten. Rădescu was echter een fervent anticommunist en bleek niet bereid om met het FND samen te werken. Hij volgde hierin het voorbeeld van de Griekse Giorgos Papandreou, wiens anticommunistische beleid succesvol was, doch Rădescu wist toen niet van de afspraak tussen Churchill en Stalin dat Griekenland binnen de Britse invloedssfeer lag, terwijl Roemenië binnen de Sovjet-Russische invloedssfeer lag.
Op 24 februari 1945 vond er voor het Koninklijk Paleis een grote, door het FND georganiseerde, massademonstratie plaats. De betogers eisten het directe aftreden van de premier en de instelling van een procommunistisch kabinet. Onbekenden openden vanuit het ministerie van Binnenlandse Zaken, aan de overkant van de straat, het vuur op de betogers, waarbij ongeveer tien doden vielen. In de avond verklaarde Rădescu voor de radio dat de communisten en de Sovjet-Unie de schuld hadden aan de demonstratie en noemde de communisten "weerzinwekkende hyena's" en "vreemdelingen zonder God en vaderland." De PCR en de Sovjet-Unie hielden Rădescu verantwoordelijk voor de schietpartij. Jozef Stalin stuurde zijn onderminister van Buitenlandse Zaken, Andrej Visjinski, bekend om zijn genadeloze optreden om koning Michaël I van Roemenië te dwingen om Rădescu te ontslaan en te vervangen door Petru Groza. Visjinski zette de koning flink onder druk om Rădescu te ontslaan anders zou de Sovjet-Unie de overdracht van Noord-Transsylvanië aan Roemenië niet toestaan. De koning zwichtte onder de druk van Visjinski en verving Rădescu door Groza (1 maart 1945).

## Ballingschap
Nicolae Rădescu vluchtte in 1946 naar de Britse ambassade in Boekarest en verkreeg politiek asiel in Groot-Brittannië. Hij ging uiteindelijk in New York (VS) wonen. In Amerika vormde hij samen met Augustin Popa, Mihail Fărcășanu, Grigore Gafencu, Constantin Vișoianu en anderen het Comité Vrij Roemenië. Het Comité ontving echter nauwelijks steun van de Westerse mogendheden.

## Overlijden en herbegrafenis
Nicolae Rădescu overleed in 1953 op 79-jarige leeftijd in de Verenigde Staten.
In 2000 kwam premier Mugur Isărescu met het idee om Rădescu te herbegraven op Roemeense bodem. Op 23 november 2000 werd het stoffelijk overschot van Nicolae Rădescu herbegraven op de Roemeens-Orthodoxe Bellu begraafplaats in Boekarest.

## Carrière
- Tweede luitenant (Sublocotenent): 1 juli 1898
- Eerste luitenant (Locotenent): 1903
- Kapitein (rang) (Căpitan): 4 oktober 1909
- Majoor (Maior): 1 april 1916
- Luitenant-kolonel (Locotenent-colonel): april 1917[1]
- Kolonel (Colonel): april 1919[1]
- Brigadegeneraal (General de brigadă): 25 maart 1928[1]
- Generaal-majoor (General de divizie): 14 oktober 1944 (reserve)(met terugwerkende kracht van 31 december 1939)[1]
- Luitenant-generaal (General de corp): 14 oktober 1944 (reserve)(met terugwerkende kracht van 31 december 1941)[1]

## Onderscheidingen
- Orde van Michaël de Dappere, 3e Klasse op 10 januari 1917